# Misodendron quadriflorum
Misodendron quadriflorum är en tvåhjärtbladig växtart som beskrevs av Dc.. Misodendron quadriflorum ingår i släktet Misodendron och familjen Misodendraceae. Inga underarter finns listade i Catalogue of Life.